# Hundefriedhof Barsberge

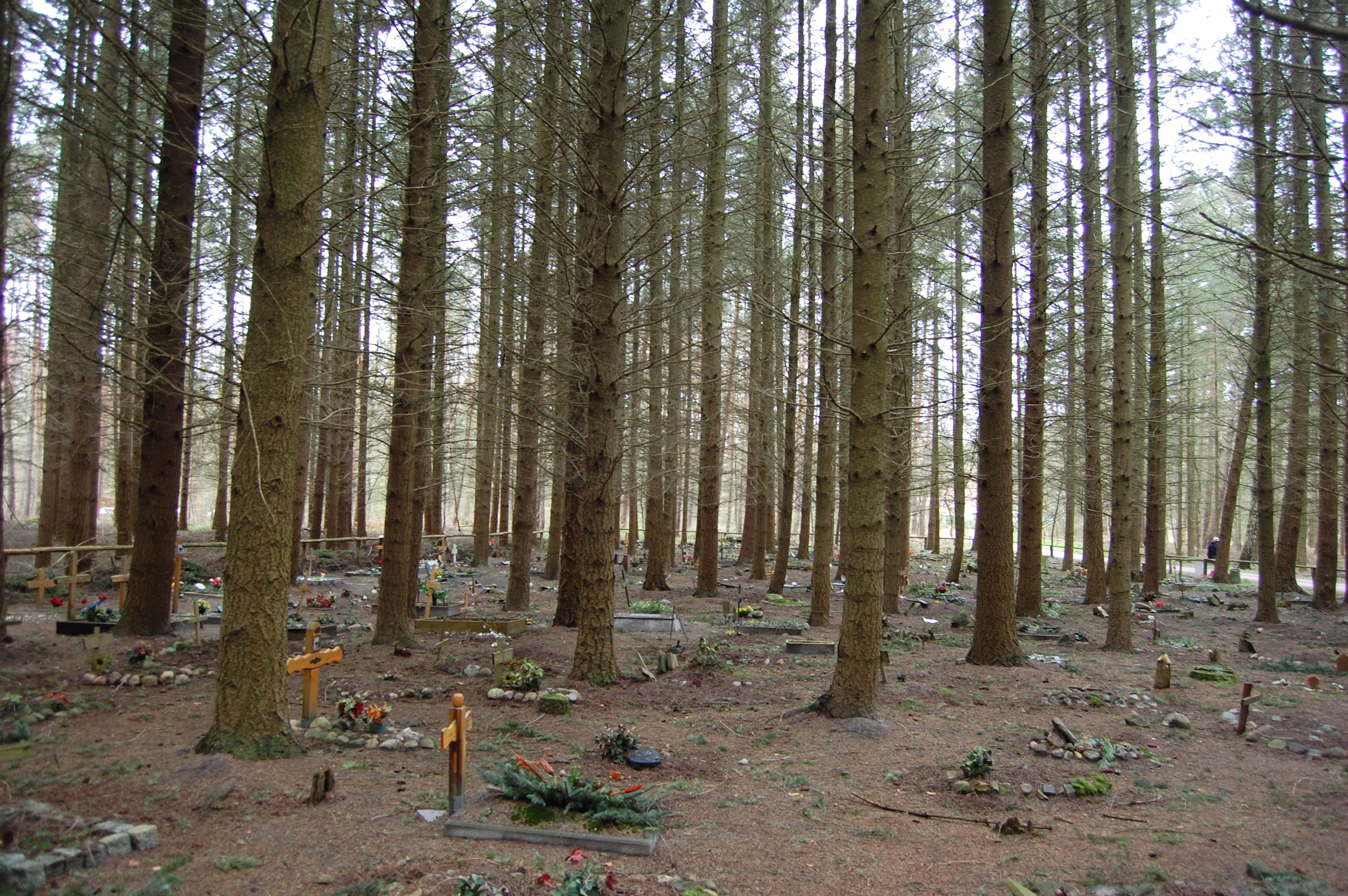
Hundefriedhof Barsberge

Der Hundefriedhof Barsberge ist ein Tierfriedhof südlich des Forsthauses Barsberge, südwestlich der Stadt Seehausen in der Altmark in Sachsen-Anhalt.

## Geschichte
Die Geschichte des Friedhofs geht bis auf das Jahr 1878 zurück. In diesem Jahr setzte Revierförster Hahn, Förster des benachbarten Forsthauses, seinen Hund Nimroth hier bei. Der Hund hatte den Förster bei dichtem Nebel einmal aus sumpfigem Gelände beim Goldfischteich nach Hause gebracht und daher vom Förster sein Gnadenbrot erhalten. Hahn setzte seinem Hund einen Grabstein mit der Aufschrift Dem treuen Nimroth. Es wird gemutmaßt, dass es sich bei der Anlage um den ältesten erhaltenen Hundefriedhof der Welt handelt.
Der dicht von großen Fichten bestandene Friedhof wurde in späteren Jahrzehnten als Hundefriedhof bekannt. Es folgte eine Vielzahl von Beisetzungen, wobei für viele Hunde Grabsteine oder Kreuze gesetzt wurden. Der Friedhof wird als einziger öffentlich-rechtlicher Tierfriedhof in Sachsen-Anhalt betrieben. Es besteht auch die Möglichkeit, Asche verstorbener Haustiere auf einem Grabhügel mit Gedenkstein beizusetzen.